# Ferdinand Praeger
Ferdinand Christian Wilhelm Praeger (Leipzig, 22 januari 1815 – Londen, 2 september 1891) was een Brits componist, muziekpedagoog, pianist en schrijver over muziek.
Praeger was zoon van musicus Heinrich Präger en Elisabeth Davis. Zelf was hij sinds 1849 getrouwd met Parisienne Léonie Eugenie Alexandrine Bazile.
Zijn muziekopleiding startte op de cello maar Johann Nepomuk Hummel adviseerde een verdere studie op de piano. In 1831 verhuisde hij naar Den Haag om drie jaar later door te reizen naar Londen, dat voortaan zijn thuisbasis was. Zo was hij vanaf 1842 enige jaren correspondent in Engeland voor de Neue Zeitschrift für Musik, een blad opgericht door Robert Schumann. Zijn voornaamste werkzaamheden bestonden uit lesgeven en componeren.
Hij schreef binnen allerlei genres, pianomuziek, kamermuziek en enkele orkestwerken. Daaronder bevindt zich de uverture Abellino, die in 1855 onder leiding van Hector Berlioz tijdens een Londens concert werd uitgevoerd. Voor pianosolo schreef hij 36 pianosonates, voor strijkkwartet schreef hij  25 werken. Hij schreef ook enkele werken voor het Gouden jubileum van koningin Victoria in 1887. Hij begaf zich in de hogere kringen van het muziekleven in Londen; zo droeg hij bijvoorbeeld zijn Impromptu uit 1889 op aan componist Ethel Smith en werkte onder mee samen met Antonín Dvořák tijdens diens verblijf in Engeland. Hij porbeerde ook andere werken aan het Britse hof uitgevoerd te krijgen, maar hevig lobbyen bij William George Cusins (Hoofd Queen’s Music) bleef wat dat betreft onbeantwoord.
Vanaf 1890 stond hij als componist onder contract bij de William Tollemache, "Earl of Dysart", die tegen een vergoeding van 200 pond per jaar zijn komende twaalf composities zou uitgeven. De earl was toen voorzitter van de Britse Wagner-vereniging; de earl of Wagnervereniging gaf ook een opdracht om een biografie over Richard Wagner te schrijven.
Naar eigen zeggen was Praeger een volger van Richard Wagner, maar al tijdens zijn leven bleek het omgekeerde waarschijnlijker te zijn. Zo haalde hij de opera’s waaraan hij refereerde (Tannhäuser en Rienzi) door elkaar en was nauwelijks lovend voor muziek vanuit de Nieuwe Duitse school. Wagner zelf liet zich op zijn beurt weer laatdunkend uit over Praeger: een aardige man, maar nogal opgewonden. Toch volgden over en weer bezoeken en was Wagner peter van Praegers zoon Charles Henry Praeger. Toen Wagners muziek eenmaal geaccepteerd was, bleven de bezoeken over en weer uit.
Zijn laatste levensjaren bleef Praeger zich wijdden aan Wagner en een jaar na zijn dood werd aan de hand van zijn manuscript de biografie Wagner as I knew him//Wagner wie ich ihn kannte uitgegeven. Het was de eerste biografie over Wagner in het Engels; de componist was echter al negen jaar dood. Het werd al snel controversieel. Zo beweerde Praeger dat ze een levenslange vriendschap hadden terwijl dat alleen tussen 1865 en 1871 speelde. Het boek kwam er op neer dat Praeger zichzelf interessanter wilde maken dan een kloppende biografie over Wagner. De Lexicon van Kruseman//Keller vermeldde dat de Duitse uitgeverij Breitkopf & Härtel naar aanleiding van diverse onderzoeken de Duitse versie terugtrok; dat zou reeds rond 1894 hebben plaatsgevonden; Robijns/Zijlstra noemde wel het boek, maar plaatste er geen kanttekeningen bij..